# Chùa Tập Phước
Chùa Tập Phước (潗福寺) còn có tên là Sắc Tứ Tập Phước Tự (敕賜潗福寺) (vì chùa được vua Gia Long sắc tứ năm 1802), hiện toạ lạc ở số 233 đường Phan Văn Trị, quận Bình Thạnh, Thành phố Hồ Chí Minh, Việt Nam. Đây là một trong số các ngôi cổ tự nổi tiếng ở đất Gia Định xưa.

## Lịch sử
Theo sách Lịch sử Phật giáo Đàng Trong, thì có lẽ chùa được dựng ở khoảng giữa thế kỷ 18, tức cùng thời với chùa Khải Tường, chùa Từ Ân, chùa Giác Lâm, khi mà chúa Nguyễn Phúc Khoát chính thức xưng vương (1744), biến lãnh thổ Đàng Trong thành một nước ngang hàng với Đàng Ngoài do chúa Trịnh nắm quyền.
Nhưng hiện vẫn chưa biết rõ vị sư nào khai sơn chùa Tập Phước, chỉ có thể biết chắc là ngôi chùa đã có từ thời thiền sư Pháp Nhân-Thiên Trường (đời 36, phái Lâm Tế). Vì trong khoảng thời vị sư này làm trụ trì, có lần (khoảng năm 1776-1779) trên bước đường trốn chạy quân Tây Sơn, chúa tôi Nguyễn Phúc Ánh (về sau là vua Gia Long) đã phải vào đây ẩn trú.
Tuy nhiên, có nguồn lại cho rằng chùa Tập Phước do nhà sư Toàn Tánh-Chánh Đắc (đời 37, phái Lâm Tế), từ Quảng Nam đến dựng vào những năm dưới đời chúa Nguyễn Phúc Khoát. Và ban đầu, chùa chỉ là một thảo am nhỏ, đến năm 1801, nhà sư trên mới chính thức làm lễ thành lập chùa. Ngoài ra, khi tìm hiểu ai là người đã dựng lên ngôi chùa này, GS. Nguyễn Lang (tức Thiền sư Thích Nhất Hạnh) cũng có ý kiến khác, sẽ nói rõ ở phần "nghi vấn".
Tiếp nối nhà sư Chánh Đắc, là các đời trụ trì: Hòa thượng Phước Tường (đời 38), Hòa thượng Huệ Thành (đời 39), Hòa thượng Hoằng Trí (đời 40), Hòa thượng Hoằng Giáo (đời 41) và Đại đức Thiện Duyên (đời 42) từ năm 1993 đến nay.
Theo nhà nghiên cứu Huỳnh Minh, trước 1975 khá lâu, có một tay anh chị khét tiếng ở vùng Bà Chiểu đã đến tu tại chùa này, sau trở thành bậc Đại lão Hòa thượng, pháp danh là Thiện Minh.

## Kiến trúc, thờ phụng

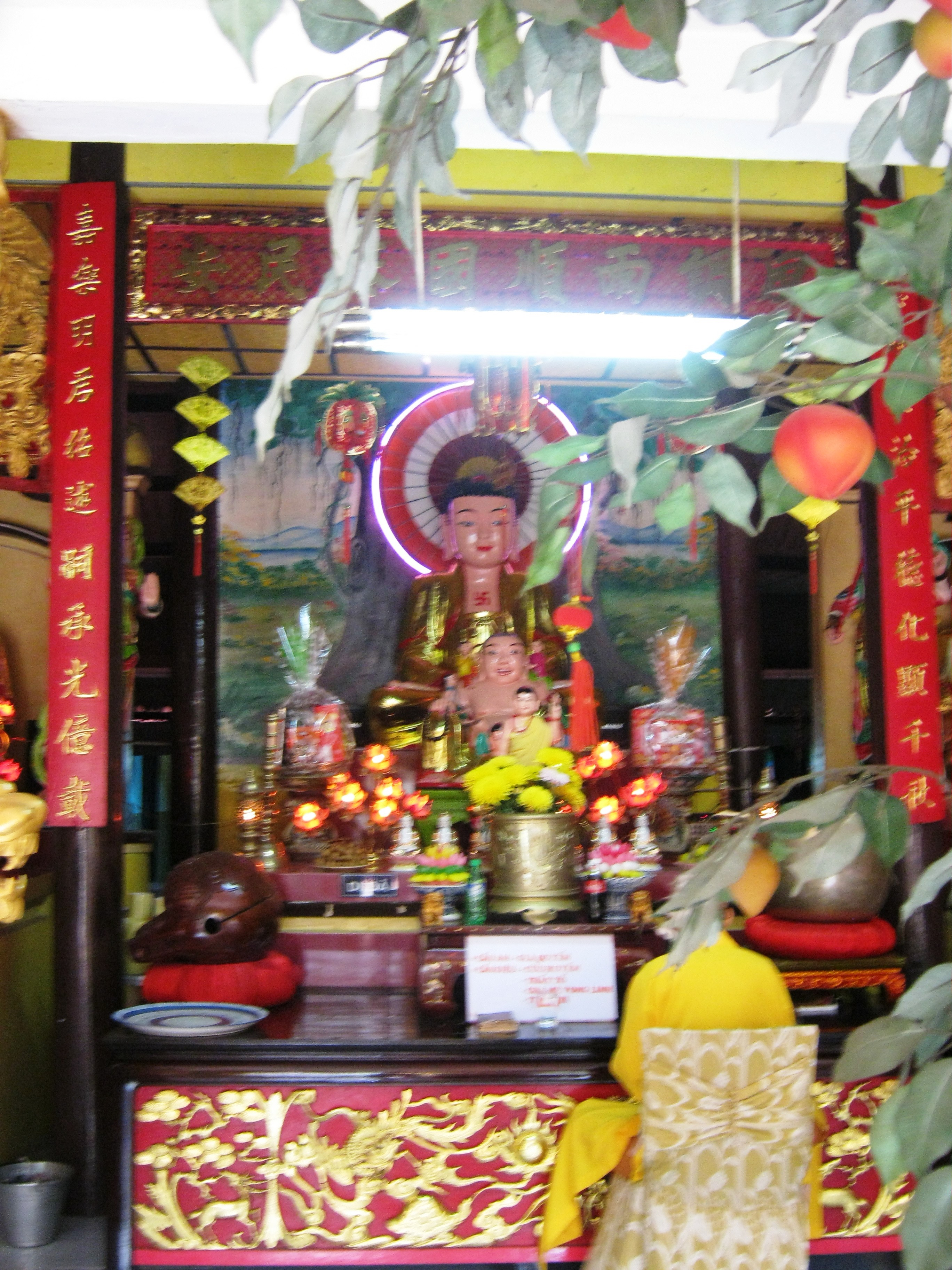
Bàn thờ Phật ở giữa chính điện

Từ khi thành lập cho đến nay, chùa Tập Phước đã được đại trùng tu vào các năm 1927, 1967 và 1993. Kiến trúc và bài trí ở điện Phật ngày nay là ở lần trùng tu sau cùng do Hòa thượng Hoằng Giáo tổ chức.
Trong chùa, hiện còn lưu giữ hai bức hoành phi: "sắc tiên chế" và "tứ hoàng phong" do vua Gia Long ban vì nhớ ơn che chở. Ngoài ra, ở đây còn có một đại hồng chung (làm thời Gia Long), cặp câu đối ở cột trước chánh điện (làm thời triều Nguyễn), và nhiều pho tượng cổ có giá trị nghệ thuật cao. Mặc dù mặt tiền chùa thay đổi hẳn vì đã được xây cất lại theo kiến trúc mới, nhưng bên trong vẫn giữ được bộ khung gỗ cột kèo cổ truyền....
Theo lời kể của Huỳnh Minh, thì trước đây chùa có một Tam quan, trên có khắc một hàng lớn: "Sắc Tứ Tập Phước Tự". Đứng ngoài nhìn vào bên trong, nhận thấy ngôi chùa nguy nga nép mình trong cảnh tịch liêu, với những tàng cây bao phủ... Ngày nay (trước năm 1975, thời Hòa thượng Hoằng Giáo làm trụ trì), cảnh cũ không còn được như xưa. Mồ mả lô nhô mọc lên bốn phía tựa hồ như một nghĩa trang công cộng. Trước chùa chỉ chừa lại có một con đường nhỏ hẹp đi vào. Mặt trước chính điện cũng xây lại nóc bằng theo lối kiến trúc mới, làm mất vẻ trang nghiêm cổ kính của một ngôi cổ tự nổi tiếng lâu năm nhất vùng.
Cũng theo nhà nghiên cứu này, vào thời Hòa thượng Hoằng Giáo làm trụ trì, ở giữa chính điện thờ: Tam Thế Phật, Thập Bát La Hán, Thập Điện Phán Quan. Phía trước thờ đức Hộ pháp, hai bên có Thiện Hữu, Ác Hữu và Tiêu Diện. Hai bên vách thờ Phật Già Lam và Tổ Bồ Đề Đạt Ma. Phía sau là bàn thờ các vị Tổ, và Phật Chuẩn Đề 18 tay. Ở bên cạnh hông chùa, là các tháp chứa di cốt của các nhà sư, đáng chú ý có ba tháp là của Hòa thượng Phước Tường (đời 38), Hòa thượng Huệ Thành (đời 39) và Hòa thượng Hoằng Trí...
Khi xưa, chùa Tập Phước thường tổ chức các khóa tu để tăng chúng khắp nơi đến tu học.

## Nghi vấn
Dưới đây là ý kiến của GS. Nguyễn Lang về người xây dựng chùa Tập Phước. Lược ghi:
Vào thế kỷ 18, khi các chúa Nguyễn mở rộng bờ cõi về phía Nam thì một số cao tăng cũng theo làn sóng di cư đến trác tích tại các miền đất mới. Trong thời chúa Nguyễn Phúc Khoát, ở Đông Phố (Gia Định), có chùa Thiên Trường lập năm 1755 (sau đổi tên là Kim Chương) và chùa Tập Phước... Có lẽ vị tổ khai sơn chùa này là một vị thiền sư đời 36 của dòng Lâm Tế. Theo các linh vị còn để thờ tại chùa thì đời thứ 37 là thiền sư Thánh Đắc, đời thứ 38 là thiền sư Phước Thường, đời thứ 39 là thiền sư Ấn Thập và đời thứ 40 là thiền sư Hoàng Trí...
Tra tìm vị thiền sư đời thứ 36 ấy, thì thấy danh thần nhà Nguyễn là Trịnh Hoài Đức (1765-1825), từng làm thơ tặng một vị thiền sư tên là Viên Quang tại chùa Tập Phước. Sách Đại Nam Liệt Truyện Tiền Biên nói rằng thiền sư Viên Quang thuộc đời thứ 36 dòng Lâm Tế, nhưng lại nói rằng Viên Quang tu tại chùa Giác Lâm, cũng ở Gia Định. Có lẽ thiền sư Viên Quang này là người đã khai sơn chùa Tập Phước, sau đó đã giao lại chùa cho đệ tử trông nom rồi dời về chùa Giác Lâm ở cho được thanh tịnh hơn.
Giả thuyết thứ hai: Thiền sư Mật Hoằng đã khai sơn chùa Tập Phước và đã mời sư huynh mình là Viên Quang đến cư trú với mình. Sau khi Mật Hoằng được triệu về kinh sung chức trú trì chùa Quốc Ân thì Viên Quang cũng về cư trú tại Giác Lâm. Hai thiền sư này đều là đệ tử của thiền sư Linh Nhạc thuộc pháp phái Nguyên Thiều, gốc ở chùa Thập Tháp...
Tuy nhiên, theo hành trạng của thiền sư Tổ Tông-Viên Quang (viết tắt là Viên Quang) được ghi trong sách Thiền sư Việt Nam và Lịch sử Phật giáo Đàng Trong, thì không thấy có chép việc "thiền sư Viên Quang lập ra chùa Tập Phước", mà chỉ có thông tin như sau: "Thiền sư Viên Quang (1758-1827, đời 36 phái thiền Lâm Tế) là đệ tử của Thiền sư Phật Ý-Linh Nhạc ở chùa Từ Ân. Năm 1772, chùa Giác Lâm khuyết sư trụ trì, nên thầy cử sư sang đó. Đến khi Trịnh Hoài Đức được vua Gia Long cử làm Hiệp Tổng trấn Gia Định Thành. Trong khoảng thời gian 1816-1820, trong một buổi lễ ở chùa Tập Phước, tình cờ viên quan này gặp lại thiền sư Viên Quang, là bạn học cũ từ thuở thơ ấu ở quê ngoại. Sau đó, Trịnh Hoài Đức có làm một bài thơ ngũ ngôn luật bằng chữ Hán để nói lên cảm xúc của mình"". Vậy, có thể thiền sư Viên Quang chỉ là người đến dự lễ mà thôi.

## Di tích cấp Thành phố
Ngày 12 tháng 10 năm 2005, UBND Thành phố Hồ Chí Minh ban hành Quyết định số 188/2005/QĐ-UBND xếp hạng chùa Tập Phước là di tích kiến trúc nghệ thuật cấp thành phố.